# علم نفس النمط الأولي

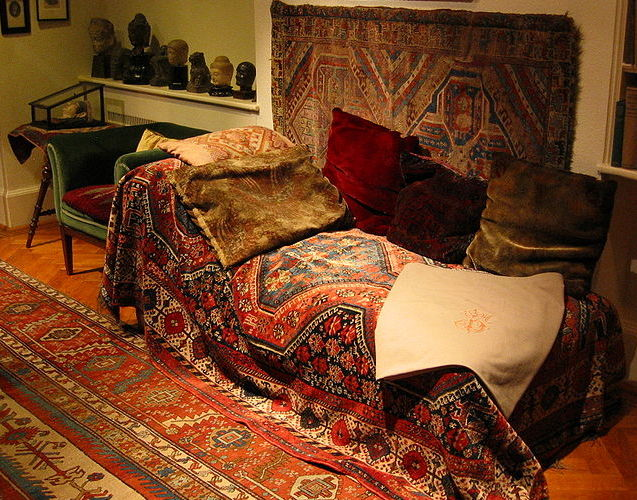

علم نفس النمط الأولي، هي حركة مستقلة نشأت في بداية سبعينيات القرن العشرين على يد جيمس هيلمان، وهو عالم نفس حاصل على تدريب في علم النفس التحليلي، وهو أول مدير لمعهد يونغ في زيورخ. يُشير هيلمان إلى انبثاق هذا النوع من علم النفس من تعاليم يونغ في علم النفس التحليلي بالإضافة إلى تعاليم ومراجع مستقاة من مصادر وشخصيات أخرى مثل هنري كوربين وفيكو وأفلوطين.
يتعامل علم نفس النمط الأولي نسبيًا مع مفهوم الأنا ويُركز على ما يُدعى النفس أو الروح والأنماط الغامضة (أو المعقدة) للوظيفة النفسية «المخيلة الأم التي تحيي الحياة». يتشابه علم نفس النمط الأولي مع ميثولوجيا تعدد الآلهة من خلال محاولته الإقرار بالعدد الهائل من المخيلات والأساطير –الآلهة والإلهات وأنصاف الآلهة والمخلدون والحيوانات– التي تُشكل حياتنا النفسية وتتشكل منها في الوقت ذاته. في هذا المجال، يُمثل الأنا مخيلةً نفسية واحدة من بين مجموعة كبيرة من المخيلات. وفقًا لأندرو سامويلز، فإن علم نفس النمط الأولي هو واحد من المدارس النفسية الثلاثة المنبثقة بعد مدرسة علم النفس اليونغي، إلى جانب المدرستين الكلاسيكية والتطويرية. 

## المؤثرات
المؤثر الأساسي في نشوء علم نفس النمط الأولي هو علم النفس التحليلي لكارل يونغ. أثرت الفلسفة اليونانية الكلاسيكية وأدبيات عصر النهضة وأفكار الحركة الرومانسية بقوة في نشوء هذه المدرسة النفسية. تأثرت هذه الحركة أيضًا بمجموعة من الفنانين والشعراء والفلاسفة وعلماء النفس أمثال نيتشه وهنري كوربين وكيتس وشيلي وبتراركا وبراكلسوس. يختلف هؤلاء الأشخاص في نظرياتهم ورؤاهم النفسية، لكنهم يُبدون اهتمامًا مشتركًا بالنفس أو الروح. 

## كارل غوستاف يونغ
كارل غوستاف يونغ هو عالم نفس سويسري وهو الأب الأول لعلم نفس النمط الأولي. أنماط يونغ الأولية هي أنماط تفكير ذات سعي نحو إيجاد أوجه شبه بين الأفراد أو المجتمعات على نطاق عالمي. تظهر هذه الأنماط الأولية في الأحلام والديانات والفنون وفي الأعراف الاجتماعية للناس جميعًا، وتبرز بصورة اندفاعية لدى الأشخاص المصابين باضطرابات عقلية. وفقًا ليونغ، تقطن الأنماط والأفكار الخاصة بالنمط الأولي في اللاوعي الجمعي، وهو مخطط متأصل في جميع الأفراد، على العكس من اللاوعي الشخصي الذي يشير فرويد إلى احتواءه على أفكار ورغبات وذكريات مكبوتة خاصة بفرد واحد فقط. يختلف علم النفس اليونغي عن علم نفس النمط الأولي بإيمان يونغ أن الأنماط الأولية هي أنماط مجتمعية وأنثروبولوجية غير خاضعة لقواعد العالم التطبيقية من الزمان والمكان وغير قابلة للرصد بالتجربة (لا ظواهرية). في المقابل، يعتقد علم نفس النمط الأولي أن الأنماط الأولية ظواهرية على الدوام. 

## هنري كوربين
هنري كوربين، هو باحث وفيلسوف فرنسي وهو الأب الثاني لعلم نفس النمط الأولي. ادعى كوربين وجود عالم موازٍ أسماه «عالم المثال» الذي يُمثل نطاقًا مستقلًا من الحقائق المُتخيلة، مضفيًا طابعًأ وجوديًا على مكان وجود الأنماط الأولية للنفس. وفّر عالم المثال أسسًا كونية وتقييمية للأنماط الأولية. تمثلت المساهمة الثانية لكوربين في هذا المجال بإتيانه بفكرة إمكانية الوصول إلى الأنماط الأولية عبر المخيلة، إذ إنها تبرز على شكل صور في البداية، لذا يجب أن يعتمد نهج علم نفس النمط الأولي على البلاغة والشاعرية لا على الاستدلال المنطقي، ويجب أن يهدف العلاج النفسي إلى استعادة المريض لحقائقه المُتخيلة. لذا يتمثل هدف العلاج النفسي في أرضية مشتركة بين الحقائق النفسية، ما ينمي الإحساس الداخلي بالروح. وفقًا لكوربين أيضًا، تعتمد طريقة العلاج على تنمية المُخيلة.

## إدوارد كيسي
عُرف إدوارد إس. كيسي بتفريقه بين علم نفس النمط الأولي ونظريات نفسية أخرى عبر وصفه للصورة على أنها طريقة للرؤية بدلًا من كونها شيئًا مرئيًا. وفقًا لكيسي، تُفهم الصورة من خلال المُخيلة فقط؛ لأن الصورة ليست ما يراه الشخص بل هي ما يستخدمه للرؤية. يُشير أيضًا إلى أن المُخيلة هي نشاط روحي لا مقدرة بشرية فقط. تبدو الصورة في المخيلة أكثر عمقًا وقوةً وجمالًا من فهمها واستيعابها. يُفسر هذا الدوافع الموجودة لوضع ضوابط ضامنة لإبراز تعقيد الصورة في مختلف أنواع الفنون.

## جيمس هيلمان
أشار هيلمان باختصار في إحدى كتاباته إلى أصل علم نفس النمط الأولي:
عند ذكري ليونغ في البداية، فإنني أعترف جزئيًا بالدور الجوهري الذي لعبه في نشوء علم نفس النمط الأولي. يُعد يونغ السلف الأحدث لعلم النفس هذا من بين أسلافٍ آخرين كُثر مثل فرويد ودلتاي وكولريدج وشيلن وفيكو وفيسينو وأفلوطين وأفلاطون وهيراقليتوس، بالإضافة إلى تفرعات أخرى من الأسلاف لم تُكتشف بعد. 

### علم النفس متعدد الآلهة
يُشير توماس مور إلى مساهمة الطريقة التي يستعملها جيمس هيلمان في تدريسه في «تصوّر النفس على أنها متعددة بطبيعتها». تمتلك النفس أو الروح -في نظرة هيلمان لتعددية الآلهة- اتجاهات عديدة ومصادر كثيرة للمعنى فيحس الشخص أنه في حالة مستمرة من الصراع مع نفسه. وفقًأ لهيلمان، «يُمكن لعلم النفس متعدد الآلهة أن يُعطي تفاضلًا مقدسًا لاضطراباتنا النفسية الشديدة». يقول هيلمان: 
تكمن قوة الخرافة في قدرتها على التأثير والاستيلاء على الحياة النفسية. علِم الإغريق بهذا جيدًا، لذا لم يكن لديهم دراية بعلم عمق النفس ولا بعلم نفس الأمراض. امتلكوا خرافات، في حين امتلكنا دراية بعلم عمق النفس وعلم نفس الأمراض بدلًا من الخرافات التي كانت لديهم. لذا يُظهر علم النفس خرافاتهم بطراز جديد، في حين تُظهر الخرافات علم عمق النفس الخاص بنا بطراز قديم.
يقول هيلمان أن إشاراته الكثيرة للآلهة مختلفة عن الاستعمال الأدبي لها، إذ يعتبرها كمفكرة، أو كألواح مضخمة للصوت «لتضخيم صوت الحياة كما هي اليوم أو كنغمات البيس التي تعطي رنينًا لأنغام الحياة الصغيرة». يُصر هيلمان على أنه لا ينظر إلى مجمع الآلهة على أنه مصفوفة مسيطرة يجب أن نقيس أفعالنا على أساسها ونشجب خسائرنا الحديثة للغنى.

### النفس أو الروح
يقول هيلمان إنه انتقد النظريات والحركات النفسية للقرن العشرين (مثل علم النفس الحيوي والسلوكية وعلم النفس المعرفي) التي تبنت فلسفةً وممارسةً علمية طبيعية. كانت الأسباب الرئيسة لانتقاده لهذه الحركات هو كونها مختزلة ومادية وحرفية؛ إذ إنها علوم نفسية مجردة من النفس ومن الروح. سعى هيلمان عبر أعماله إلى إعادة النفس لمكانها الصحيح ضمن علم النفس. يرى هيلمان نشاط الروح عبر حضورها في الصور الذهنية والمُخيلة والخرافة والاستعارات المجازية. ويراها في علم نفس الأمراض ضمن أعراض الاضطرابات النفسية. يحاول هيلمان في جزءٍ كبيرٍ من أعماله أن يُنصت إلى حديث الروح الذي يُكشَف عن طريق الصور والمُخيلات. 
يمتلك هيلمان تعريفه الخاص للروح. يُشير إلى أن الروح ليست «شيئًا» ولا كيانًا وليست شيئًا ما موجودًا في داخل الشخص. بدلًا من هذا كله، يرى هيلمان الروح على أنها «منظور مجرد من المادة، ووجهة نظر تجاه الأشياء ... إذ إن الروح تأملية تتوسط الأحداث وتصنع الفوارق..». على سبيل المثال، لا توجد الروح في الدماغ أو في داخل الرأس (كما حددت أغلب علوم النفس الحديثة موقعها)، بل إن البشر هم من في داخل النفس. ويُشار إلى العالم بروح العالم الذي يُمثل الصلة الجوهرية بين كافة الكائنات الحية على كوكب الأرض. يقتبس هيلمان عبارة للشاعر الروماني جون كيتس إذ يقول: «سموا العالم بالوادي الصانع للأرواح». 
بالإضافة إلى هذا، يُلاحظ هيلمان أن الروح:
تشير إلى تعميق الأحداث وتحولها إلى خبرات. وبسبب أهميتها، فإن الروح قادرة على جعل جميع الأمور ممكنة، سواءً في الحب أو في أمور متعلقة بالدين، ويأتي هذا من علاقتها المميزة بالموت. وأعني بالروح جميع الاحتماليات التخيلية التي تشمل التجربة عبر التخمين التأملي والحلم والصورة والمُخيلة، ذلك النهج الذي يرى أن جميع الحقائق هي رمزية واستعارية في الأصل. 
أطلق هيلمان على مفهوم الروح -الممثَّلة بالاحتمالية التخيلية المعتمِدة على الأنماط الأولى والاستعارات الجذرية- تسمية «الأسس الشاعرية للذهن».